# Bellersheim
Bellersheim is een plaats in de Duitse gemeente Hungen, deelstaat Hessen, en telt 1102 inwoners (2007).